# Manuel Jesús Plaza Reyes
Manuel Jesús Plaza Reyes   (San Bernardo, 17 de març de 1900 - Santiago de Xile, 9 de febrer de 1969) va ser un atleta xilè, especialista en el proves de fons, que va competir durant la dècada de 1920.
El 1924 va prendre part en els Jocs Olímpics de París, on fou sisè en la marató del programa d'atletisme. Quatre anys més tard, als Jocs d'Amsterdam, guanyà la medalla de plata en la mateixa prova, sent aquesta la primera medalla xilena en uns Jocs. En ambdues edicions dels Jocs fou el portador de la bandera.

## Millors marques
- 10.000 metres. 31' 54.0" (1926)
- Marató. 2h 33' 23" (1928)[1][3]